# Patrick Vervoort
Pour les articles homonymes, voir Vervoort.
Patrick Vervoort est un footballeur belge, né le 17 avril 1965 à Beerse (Belgique).

## Biographie
Ce médian gauche, capable aussi d'évoluer arrière latéral (comme il le fit à plusieurs reprises en équipe nationale), a joué dans son pays (Beerschot, Anderlecht et Standard de Liège) ainsi qu'à l'étranger : en France (Girondins de Bordeaux et SC Toulon), en Italie (Ascoli), aux Pays-Bas (RKC Waalwijk) et au Portugal (Vitória SC).
Vervoort a effectué une belle carrière en sélection belge, disputant notamment deux coupes du monde : en 1986 au Mexique (il fut l'une des révélations des Diables rouges quatrièmes de la compétition) et en 1990 en Italie.
Il est actuellement agent de joueurs.

## Palmarès

### En club
- Vainqueur de la Coupe de Belgique en 1988 et 1989 avec le RSC Anderlecht
- Finaliste de la Coupe d'Europe des Vainqueurs de Coupe en 1990 avec le RSC Anderlecht
- Vice-Champion de Belgique en 1989 et 1990 avec le RSC Anderlecht et en 1993 avec le Standard de Liège

### Enéquipe nationale
- 32 sélections et 3 buts entre 1986 et 1991
- Participation à la Coupe du Monde en 1986 (4e) et en 1990 (1/8 de finaliste)